# Syrsko-efraimská válka
Syrsko-efraimská válka byla válka probíhající v 8. století př. n. l.

## Průběh
Do roku 736 př. n. l. se začala vytvářet koalice proti Asýrii (jedné z největších zemí ve své době), avšak Judsko se odmítlo připojit k této koalici. Judsko bylo o rok později poraženo Sýrii a Izraelem. V roce 735 př. n. l., po několika dobývání v jiných částech Asie, se v této válce vložil i Tiglatpilesar III., který se přidal na stranu Judského království a vydal se mu na pomoc. Judskému královi Acházovi však přidělal spíše problémy, protože mu Achaz musel vydat královskou pokladnici. V roce 734 př. n. l. porazil izraelského krále Pekacha a Izraelské království se zmenšilo. Ve stejném roce Tukulti-apil-Ešarra III. dobyl město a pevnost Gázu. V roce 732 př. n. l. Tukulti-apil-Ešarra III. v boji s protiassyrskou koalicí dosáhl rozhodného úspěchu v Sýrii. Tukulti-apil-Ešarra III. neskončil s dobýváním, ale válka s Izraelem a Sýrií v tomto roce skončila.